# Budziarze
Budziarze – wieś w Polsce położona w województwie lubelskim, w powiecie biłgorajskim, w gminie Biszcza. Leży na prawym brzegu Tanwi, wśród lasów. W wieku XIX należała do Ordynacji Zamojskiej.
| SIMC    | Nazwa     | Rodzaj    |
| ------- | --------- | --------- |
| 0886570 | Maryniaki | część wsi |

W latach 1975–1998 miejscowość administracyjnie należała do województwa zamojskiego.
Wieś wchodzi w skład sołectwa Budziarze - Suszka w gminie Biszcza. Według Narodowego Spisu Powszechnego z roku 2011 wieś liczyła 59 mieszkańców i była szóstą co do wielkości miejscowością gminy Biszcza.
Wierni Kościoła rzymskokatolickiego należą do parafii Najświętszego Serca Pana Jezusa w Biszczy.